# Список населённых пунктов Слонимского района
Список населённых пунктов Слонимского района Гродненской области Белоруссии.
Населённые пункты Слонимского района
- Большешиловичский сельсовет:

Большие Шиловичи (бел. Вялікія Шылавічы)
Новая Стража (бел. Новая Стража)
Савичи (бел. Савічы)
Чепелево (бел. Чапялёва)
Шиловичи (бел. Шылавічы)
Якимовичи (бел. Якімавічы)
- Василевичский сельсовет:

Василевичи (бел. Васілевічы)
Бабиничи (бел. Бабінічы)
Веробьевичи (Слонимский район)|Воробьевичи]] (бел. Вераб'евічы)
Гоньки (бел. Гонькі)
Задворье (бел. Задвор'е)
Неростовичи (бел. Нераставічы)
Новосёлки (бел. Навасёлкі)
Поречье (бел. Парэчча)
Розановщина (бел. Разанаўшчына)
Ходевичи (бел. Хадзевічы)
- Деревновский сельсовет:

Деревная (бел. Дзераўная)
Бояры (бел. Баяры)
Вишево (бел. Вішава)
Вотумы (бел. Вотумы)
Высоцк (бел. Высацк таксама і Высоцк)
Загритьково (бел. Загрыцькава)
Исаевичи (бел. Ісаевічы)
Ковали (бел. Кавалі)
Львовщина (бел. Львоўшчына)
Малышевичи (бел. Малышэвічы)
Нагуевичи (бел. Нагуевічы)
Новосёлки (бел. Навасёлкі)
Ошнаровичи (бел. Ашнаравічы)
Пироним (бел. Піронім ці Перонім)
Подгорная (бел. Падгорная) — до 1964 года Блошная (бел. Блошная)
Полотница (бел. Палотніца)
Саковичи (бел. Сакавічы)
Хорошевичи (бел. Харашэвічы)
- Деревянчицкий сельсовет:

Деревянчицы (бел. Дзеравянчыцы)
Браково (бел. Бракава)
Верболоты (бел. Вербалоты)
Гловсевичи (бел. Глоўсевічы)
Гуменики (бел. Гуменікі)
Забулье (бел. Забулле)
Капусты (бел. Капусты)
Литва (бел. Літва)
Подмошье (бел. Падмошша)
Раховичи (бел. Рахавічы)
Сколдичи (бел. Скоўдзічы)
Суринка (бел. Сурынка)
Тушевичи (бел. Тушэвічы)
- Жировичский сельсовет:

Жировичи (бел. Жыровіцы)
Залесье (бел. Залессе)
Загорье (бел. Загор'е)
Завершье (бел. Завершша)
Стеневичи (бел. Сценявічы)
Русаково (бел. Русакова)
- Мижевичский сельсовет:

Мижевичи (бел. Міжэвічы)
Зосимовичи (бел. Засімавічы)
Кривец (бел. Крывец)
Лопухово (бел. Лапухова)
Мохначи (бел. Махначы)
Николаевщина (бел. Мікалаеўшчына)
Новая Переволока (бел. Новая Перавалока)
Острово (бел. Астрова)
Смовжи (бел. Смоўжы)
Старая Переволока (бел. Старая Перавалока)
Хмельница (бел. Хмяльніца)
- Новодевятковичский сельсовет:

Новодевятковичи (бел. Новадзевяткавічы)
Болты (бел. Балты)
Боровики (бел. Баравікі)
Ветеневка (бел. Вяценеўка)
Голяны (бел. Галяны)
Горбачи (бел. Гарбачы)
Гринковщина (бел. Грынкаўшчына)
Заводный Лес (бел. Заводны Лес)
Кисели (бел. Кісялі)
Колосово (бел. Коласава) — до 1964 года Сучки (бел. Сучкі)
Кошловичи (бел. Кашловічы)
Малый Галик (бел. Малы Галік)
Масиловичи (бел. Масілавічы)
Мизгири (бел. Мізгіры)
Мирная (бел. Мірная) — до 1964 года Трибушки (бел. Трыбушкі)
Окуниново (бел. Акунінава)
Партизановка (бел. Партызанаўка) — до 1964 года Плешки (бел. Пляшкі)
Попки (бел. Папкі)
Подлесье (бел. Падлессе)
Проделки (бел. Прадзелкі)
Прихилы (бел. Прыхілы)
Сосновка (бел. Сасноўка)
Стародевятковичи (бел. Старадзевяткавічы)
Серки (бел. Сяркі)
Урочь (бел. Вурач)
Шиганы (бел. Шыганы)
Ярутичи (бел. Яруцічы)
- Озгиновичский сельсовет:

Озгиновичи (бел. Азгінавічы)
Гринки (бел. Грынкі)
Кокощицы (бел. Какошыцы)
Костени (бел. Касцяні)
Мелькановичи (бел. Мільканавічы)
Новоорловичи (бел. Новаорловічы)
Особняки (бел. Асабнякі)
Пасиничи (бел. Пасінічы)
Сергеевичи (бел. Сяргеевічы)
Соколово (бел. Сакалова)
Соленики (бел. Саленікі)
Чемеры (бел. Чамяры)
- Озерницкий сельсовет:

Озерница (бел. Азярніца)
Волчки (бел. Ваўчкі)
Драпово (бел. Драпава)
Ермоловщина (бел. Ермалоўшчына)
Збочно (бел. Збочна)
Клепачи (бел. Клепачы)
Мыслово (бел. Мыслава)
Плавские (бел. Плаўскія)
- Павловский сельсовет:

Павлово (бел. Паўлава) до 1964 года Пузовичи (бел. Пузавічы)
Акачи (бел. Акачы)
Амельники (бел. Амельнікі)
Азаричи (бел. Азарычы)
Задворье (бел. Задвор'е)
Митьковичи (бел. Міцькавічы)
Милошевичи (бел. Мілашэвічы)
Новосёлки (бел. Навасёлкі)
Новики (бел. Навікі)
Петралевичи-1 (бел. Петралевічы-1)
Петралевичи-2 (бел. Петралевічы-2)
Приречье (бел. Прырэчча) — до 1964 года Кабаки (бел. Кабакі)
Тальковщина (бел. Талькаўшчына)
Ферадки (бел. Ферадкі)
Шундры (бел. Шундры)
- Селявичский сельсовет:

Селявичи (бел. Селявічы)
Великая Кракотка (бел. Вялікая Кракотка)
Ветевичи (бел. Вяцевічы)
Вороничи (бел. Варонічы)
Рудавка (бел. Рудаўка)
Юхновичи (бел. Юхнавічы)
- Сеньковщинский сельсовет:

Сеньковщина (бел. Сянькоўшчына)
Байки (бел. Байкі)
Бердовичи (бел. Бярдовічы)
Голи (бел. Голі)
Едначи (бел. Едначы)
Комлевичи (бел. Камлявічы)
Костровичи (бел. Кастровічы)
Куцейки (бел. Куцейкі)
Ломаши (бел. Ламашы)
Лыски (бел. Лыскі)
Милование (бел. Мілаванне ці Мілавань)
Низ (бел. Ніз)
Павловичи (бел. Паўлавічы)
Шишки (бел. Шышкі)
Ягнещицы (бел. Ягнешчыцы)